# Phaeosoma
Phaeosoma é um gênero de traça pertencente à família Arctiidae.